# Amedeo Nazzari
Amedeo Nazzari (eigentlich Amedeo Carlo Leone Buffa; * 10. Dezember 1907 in Cagliari; † 5. November 1979 in Rom) war ein italienischer Schauspieler.

## Leben
Amedeo Nazzari brach ein Ingenieurstudium zugunsten einer Karriere als Schauspieler ab und war zuerst im Theater bei den Truppen von Annibale Ninchi, Marta Abba, Luigi Pirandello und Tatiana Pavlova tätig. 1935 kam er dann zum Film und debütierte unter der Regie von Guido Brignone in Ginevra degli Almieri. In den darauf folgenden Jahren war er als Kavalleriehauptmann erfolgreich im Melodram Cavalleria (1936) und dem Kriegsfilm Luciano Serra pilota (1938), beide von Goffredo Alessandrini. Sein Auftritt in Alessandro Blasettis La cena delle beffe (1938) gilt als eine von Nazzaris besten schauspielerischen Leistungen. Er wurde damit neben Vittorio de Sica zu einem der elegantesten und populärsten männlichen Darsteller des italienischen Films der 1930er und 1940er Jahre. Auch in den ersten anderthalb Jahrzehnten nach dem Zweiten Weltkrieg blieb seine Beliebtheit beim Publikum ungebrochen. 1949 markierte Raffaello Matarazzos Melodram Catene den Beginn einer langjährigen Filmpartnerschaft mit der Schauspielerin Yvonne Sanson. Bei Federico Fellini spielte Nazzari in Le Notti di Cabiria (1956) einen enttäuschten Filmstar.
Ab den 1960er Jahren wurde er meist nur noch in Nebenrollen eingesetzt, trat dabei aber in zahlreichen internationalen Produktionen auf, darunter Henri Verneuils Der Clan der Sizilianer (1969) und Vincente Minnellis Nina – Nur eine Frage der Zeit (1976). Nazzari wurde in dieser Zeit auch Fernsehdarsteller in Filmen und Serien wie La donna di cuori (1969) von Leonardo Cortese. 1978 erschien sein letzter Film Melodrammore von Maurizio Constanzo; Nazzari spielt darin sich selbst.

## Filmografie (Auswahl)
- 1938: Zwischen Leben und Tod (Luciano Serra pilota)
- 1942: Bengasi
- 1942: Fedora
- 1942: Knock-Out (Harlem)
- 1946: Bandito (Der Bandit) (Il bandito)
- 1947: Fürstin Waldenburgs letzte Liebe (Il cavaliere del sogno)
- 1947: Aufstand in Sibirien (La figlia del capitano)
- 1949: Der Wolf der Silaberge (Il lupo della Sila)
- 1949: Sühne ohne Sünde (Catene)
- 1950: Duell in den Bergen (Barriera a Settentrione)
- 1950: Freiwild (Il brigante Musolino)
- 1950: Zwischen Liebe und Laster (Alina)
- 1950: Opfergang einer Mutter (Tormento)
- 1951: Frauen und Rebellen (Donne e briganti)
- 1951: Erotik (Ultimo incontro)
- 1951: Mutterliebe, Mutterleid (I figli di nessuno)
- 1951: Die Sinnlichkeit (Sensualità)
- 1952: Wir sind alle Mörder (Siamo tutti assassini)
- 1952: Das Lied vom Verrat (Processo alla città)
- 1952: Der Rebell von Tacca del Lupo (Il brigante di Tacca del Lupo)
- 1952: Die von der Liebe leben (Il mondo le condanna)
- 1953: Fluch der Schönheit (Un marito per Anna Zaccheo)
- 1953: Herz zwischen den Fronten/Bluthochzeit (Les révoltes de Lomanach)
- 1954: Verboten (Proibito)
- 1955: Frauen hinter Gittern (Angelo bianco)
- 1957: Die Nächte der Cabiria (Le Notti di Cabiria)
- 1957: Himmel in Flammen (Il cielo brucia)
- 1958: Anna von Brooklyn (Anna di Brooklyn)
- 1958: Die nackte Maja (The Naked Maja)
- 1959: Tolpatsch macht Karriere (Policarpo, ufficiale di scrittura)
- 1959: Labyrinth
- 1959: Das Mädchen aus Granada (Carmen de Granada)
- 1961: Nofretete – Königin vom Nil (Nefertite, regina del Nilo)
- 1961: Die korsischen Brüder (I fratelli corsi)
- 1961: Liebenswerte Gegner (I due nemici)
- 1961: Die Herrin von Atlantis (Antinea, l’amante della città sepolta)
- 1962: Die graue Galeere (Odio mortale)
- 1962: Finden Sie, daß Constanze sich richtig verhält?
- 1962: Straße der Verheißung
- 1964: Verrückter Sommer (Frenesia dell’estate)
- 1966: Mohn ist auch eine Blume (The Poppy Is Also a Flower)
- 1967: Mister Dynamit – Morgen küßt Euch der Tod
- 1968: Der Tyrann (Columno lui Trajan)
- 1969: Der Clan der Sizilianer (Le clan des Siciliens)
- 1972: Die Valachi Papiere (Carteggio Valachi)
- 1976: Nina – Nur eine Frage der Zeit (A Matter of Time)
- 1976: Derrick: Der Mann aus Portofino (Folge 29)

## Auszeichnung
- 1947:  Nastro d’Argento als bester Hauptdarsteller für Il bandito